# Patrick Versluys
Patrick Versluys (Eeklo, 5 september 1958) is een voormalig Belgisch wielrenner. 

## Belangrijkste overwinningen
1981
- Kampioenschap van Vlaanderen
- Omloop van het Waasland

1983
- Flèche Hesbignonne
- Omloop van het Leiedal

1984
- GP Briek Schotte
- Omloop Mandel-Leie-Schelde

1985
- GP de Denain

1988
- Nokere Koerse

## Resultaten in voornaamste wedstrijden
| Jaar | Ronde van Italië | Ronde van Frankrijk | Ronde van Spanje |
| ---- | ---------------- | ------------------- | ---------------- |
| 1981 |                  |                     |                  |
| 1982 |                  | 94e                 |                  |
| 1983 |                  |                     |                  |
| 1984 |                  | opgave              |                  |
| 1985 |                  |                     |                  |
| 1986 |                  |                     | opgave           |
| 1987 |                  |                     |                  |
| 1988 |                  |                     |                  |

| Jaar | Milaan-San Remo | Gent-Wevelgem | Ronde van Vlaanderen | Parijs-Roubaix | Amstel Gold Race | Luik-Bast.‑Luik | E3 Harelbeke | Waalse Pijl |
| ---- | --------------- | ------------- | -------------------- | -------------- | ---------------- | --------------- | ------------ | ----------- |
| 1981 |                 |               |                      | 15e            |                  | 19e             |              | 14e         |
| 1982 | 8e              |               | 7e                   | 14e            |                  | 13e             |              | 33e         |
| 1983 | 47e             |               |                      | 7e             |                  |                 |              |             |
| 1984 | 13e             | 18e           | 22e                  | 8e             | ↑                | 11e             | 10e          |             |
| 1985 | 98e             | 19e           |                      | 11e            | 4e               |                 | 8e           |             |
| 1986 |                 | 22e           |                      | 9e             |                  | 13e             | 4e           |             |
| 1987 |                 | 100e          |                      | ↑              |                  |                 |              |             |
| 1988 |                 | 25e           | 46e                  | 34e            | 65e              |                 |              |             |